# Rychnovský vikariát
Rychnovský vikariát je jedním ze 14 vikariátů královéhradecké diecéze. Je tvořen dvaceti farnostmi v okrese Rychnov nad Kněžnou, na severu sousedí s náchodským vikariátem, na severovýchodě s Polskem (s děkanáty svídnické diecéze Kudowa-Zdrój, Bystrzyca Kłodzka a Mezilesí) na jihovýchodě s žamberským vikariátem, na jihu je obklopen orlickoústeckým vikariátem a na západě pardubickým a královéhradeckým vikariátem.

## Ustanovení vikariátu
- Paweł Nowatkowski, dr – okrskový vikář
- P. ThLic. Emil Hoffmann, dr, CM – sekretář vikariátu
- Mgr. Jan Barborka – kaplan pro mládež
- Helena Slezáková – vikariátní účetní
- Ing. Ladislav Bárta – stavební technik
- Jana Brychtová – stavební technička

## Farnosti a kostely vikariátu
| Farnost                      | Správce                                                  | Další duchovní ve farnosti | Farní kostel                         | Další kostely |
| ---------------------------- | -------------------------------------------------------- | --- | ------------------------------------ | --- |
| Borohrádek                   | Mgr. Jaroslav Jirásek administrátor excurrendo           | | Kostel svatého Michaela archanděla   | - Kostel Nejsvětější Trojice (Šachov) |
| Bystré v Orlických horách    | Mgr. Jan Barborka administrátor excurrendo               | | Kostel svatého Bartoloměje           | - Kostel svatého Mikuláše (Dobřany, okres Rychnov nad Kněžnou) - Kostel svatého Cyrila a Metoděje (Ohnišov) - Kostel svaté Máří Magdaleny (Olešnice v Orlických horách) - Kostel Všech svatých (Sedloňov)                                                                                  |
| Častolovice                  | Mgr. Ondřej Kunc farář                                   | | Kostel svatého Víta                  | |
| Černíkovice                  | Mgr. Josef Roušar administrátor excurrendo               | | Kostel Povýšení svatého Kříže        | |
| České Meziříčí               | Mgr. Václav Loukota farář                                | | Kostel svaté Kateřiny                | - Kostel svatého Zikmunda (Králova Lhota) - Kostel svatého Jana Křtitele (Rohenice) |
| Deštné v Orlických horách    | Bc.Th. Tomáš Hoffmann farář                              | Mgr. Jan Barborka výpomocný duchovní | Kostel svaté Marie Magdalény         | - Kostel svatého Matouše (Jedlová) |
| Dobruška                     | P. ThLic. Emil Hoffmann, dr, CM děkan                    | P. Mgr. Dominik Pavol, CM P. Mgr. Branko Štefún, CM farní vikáři Mgr. Vlastimil Paseka trvalý jáhen Iva Václavíková pastorační asistentka | Děkanský kostel svatého Václava      | - Kostel Proměnění Páně (Bílý Újezd) - Kostel svatého Petra a Pavla (Dobré) - Kostel svatého Ducha (Dobruška) |
| Kostelec nad Orlicí          | Mgr. Ing. Vladimír Handl farář                           | Paweł Nowatkowski, dr administrátor excurrendo Bc.Th. Petr Zadina výpomocný duchovní                                                      | Děkanský kostel svatého Jiří         | - Kostel svatého Apolináře (Chleny) - Kostel svaté Anny (Kostelec nad Orlicí) - Kostel Panny Marie Bolestné (Malá Lhota) |
| Lično                        | Mgr. Ondřej Kunc administrátor excurrendo                | | Kostel Zvěstování Páně               | |
| Neratov                      | Mons. Josef Suchár děkan-farář                           | Marie Adámková pastorační asistentka | Kostel Nanebevzetí Panny Marie       | - Kostel svaté Máří Magdaleny (Bartošovice v Orlických horách) - Kostel svatého Jana Nepomuckého (Vrchní Orlice) - Kostel svatého Jana Křtitele (Kunštát) |
| Opočno                       | P. ThLic. Emil Hoffmann, dr, CM administrátor excurrendo | Bc. Andy Will Loos Mgr. Vlastimil Paseka trvalí jáhni                                                                                     | Děkanský kostel Nejsvětější Trojice  | - Kostel Narození Páně (Opočno) - Kostel Panny Marie (Opočno) - Kostel svatého Jana Křtitele (Pohoří) |
| Přepychy                     | P. ThLic. Emil Hoffmann, dr, CM administrátor excurrendo | P. Mgr. Branko Štefún, CM farní vikář Mgr. Vlastimil Paseka trvalý jáhen Mgr. Marcela Volfová, DiS. pastorační asistentka                 | Kostel svatého Prokopa               | |
| Rokytnice v Orlických horách | Mgr. Jakub Brabenec administrátor                        | | Kostel Všech svatých                 | - Kostel svaté Kateřiny (Kačerov) - Kostel svatého Filipa a Jakuba (Nebeská Rybná) - Kostel Narození svatého Jana Křtitele (Pěčín) - Kostel Nejsvětější Trojice (Rokytnice v Orlických horách) - Kostel Nejsvětější Trojice (Říčky v Orlických horách) - Kostel Dobrého Pastýře (Zdobnice) |
| Rybná nad Zdobnicí           | Paweł Nowatkowski, dr administrátor excurrendo           | | Kostel svatého Jakuba Staršího       | |
| Rychnov nad Kněžnou          | Mgr. Josef Roušar děkan                                  | Michaela Málková, DiS. pastorační asistentka                                                                                              | Děkanský kostel svatého Havla        | - Kostel svatého Jana Nepomuckého (Bělá) - Kostel Nanebevzetí Panny Marie (Hláska) - Kostel svatého Jiří (Javornice) - Kostel svatého Petra a Pavla (Liberk) - Kostel Nanebevzetí Panny Marie (Lukavice) - Kostel Nejsvětější Trojice (Rychnov nad Kněžnou)                                |
| Slatina nad Zdobnicí         | Wiesław Rafał Kalemba administrátor excurrendo           | ICLic. Mgr. Leoš Halbrštát | Kostel Proměnění Páně                | |
| Solnice                      | P. ThLic. Emil Hoffmann, dr, CM administrátor excurrendo | | Kostel Umučení svatého Jana Křtitele | - Kostel svatého Jakuba Staršího (Skuhrov nad Bělou) - Kostel svatého Vavřince (Velký Uhřínov) - Kostel Božského srdce Páně (Solnice) |
| Týniště nad Orlicí           | Zbigniew Żurawski, dr farář                              | | Kostel svatého Mikuláše              | - Kostel svatého Jana Křtitele (Albrechtice nad Orlicí) - Kostel svatého Vavřince (Křivice) |
| Vamberk                      | Paweł Nowatkowski, dr farář                              | Iva Bergerová pastorační asistentka | Kostel svatého Prokopa               | - Kostel svatého Vavřince (Potštejn) - Kostel svatého Marka (Potštejn) - Kostel svaté Barbory (Vamberk) |
| Voděrady                     | Mgr. Ondřej Kunc administrátor excurrendo                | | Kostel svatého Petra a Pavla         | |

## Zaniklé farnosti
Do konce roku 2005 bylo na území vikariátu 40 farností, z nichž polovina byla v rámci reformy církevní správy sloučená s jinými:
- farnost Chleny[44] byla 1. lednu 2006 sloučená s děkanstvím Kostelec nad Orlicí
- farnosti Pěčín,[45] Nebeská Rybná,[46] Říčky,[47] Kačerov[48] a Zdobnice[49] byly k 1. lednu 2006 sloučeny s farností Rokytnice v Orlických horách
- farnosti Javornice,[50] Bělá v Orlických horách,[51] Lukavice[52] a Liberk[53] byly k 1. lednu 2007 sloučeny s děkanstvím Rychnov nad Kněžnou
- farnost Potštejn[54] byla k 1. lednu 2007 sloučená s farností Vamberk
- farnosti Bartošovice v Orlických horách[55] a Orlické Záhoří[56] byly k 1. červenci 2007 sloučeny s farností Neratov
- farnosti Uhřínov pod Deštnou[57] a Skuhrov nad Bělou[58] byly k 1. červenci 2007 sloučeny s farností Solnice
- farnosti Dobřany,[59] Olešnice v Orlických horách[60] a Sedloňov[61] byly k 1. lednu 2008 sloučeny s farností Bystré v Orlických horách
- farnosti Bílý Újezd[62] a Dobré[63] byly k 1. lednu 2009 sloučeny s děkanstvím Dobruška